# Belle Femme
Belle Femme is de negende aflevering van het eerste seizoen van de televisieserie Boardwalk Empire. De episode werd geregisseerd door Brad Anderson. Belle Femme werd in de Verenigde Staten voor het eerst uitgezonden op 14 november 2010.

## Verhaal
Nucky is terug in Atlantic City. Hij brengt een bezoekje aan zijn broer, waar hij te weten komt dat de broers D'Alessio achter de schietpartij zaten. Nu de burgemeestersverkiezingen eraan komen, kan Nucky schietpartijen en krantenartikels over corrupte sheriffs missen als kiespijn. Wanneer hij bij commodore Kaestner op bezoek gaat, krijgt hij de raad om Eli te vervangen.
Arnold Rothstein, Lucky Luciano en Meyer Lansky roepen in New York de hulp in van de broers D'Alessio en Mickey Doyle. Zij krijgen de opdracht om Nucky Thompson te vermoorden.
Jimmy, die op verzoek van Nucky is teruggekeerd, heeft moeite om zijn relatie met Angela in stand te houden. Zijn echtgenote heeft bovendien gevoelens voor de echtgenote van de plaatselijke fotograaf. Maar Jimmy heeft niet veel tijd om bij dit alles stil te staan. Hij krijgt een telefoontje van zijn moeder Gillian. Zij houdt gangster Lucky Luciano in haar bed, zodat Jimmy met hem kan afrekenen. Net als Jimmy hem een kopje kleiner wil maken, wordt hij echter gearresteerd door FBI-agent Nelson Van Alden en diens ondergeschikte Sebso. Net voor de arrestatie liet Luciano wel vallen dat de broers D'Alessio in dienst van Rothstein werken.
Nucky brengt een bezoekje aan Jimmy in de gevangenis. Hij heeft een plan om Jimmy vrij te krijgen. Even later, wanneer agent Sebso met de enige getuige uit de zaak naar een andere gevangenis rijdt, wordt duidelijk dat Sebso corrupt is. Hij vermoordt de getuige en verwondt zichzelf zodat de moord op een wettige zelfverdediging lijkt. De chef van Nelson accepteert zijn verweer en Nelson krijgt alle schuld.
Margaret krijgt van haar vroegere werkgeefster de vraag om Nucky te paaien zodat zij haar winkel kan behouden. Margaret besluit madame Jeunet te helpen en krijgt in ruil een dure jurk. Ze doet de jurk aan voor een feestje, maar even later wordt Nucky bijna doodgeschoten door de broers D'Alessio. Hij ontsnapt dankzij zijn butler Eddie Kessler aan de dood. Maar Margarets mooie jurk zit nu wel onder het bloed. Een onschuldige passante sterft bij de mislukte aanslag.

## Cast
- Steve Buscemi - Enoch "Nucky" Thompson
- Michael Pitt - Jimmy Darmody
- Kelly Macdonald - Margaret Schroeder
- Aleksa Palladino - Angela Darmody
- Shea Whigham - Eli Thompson
- Vincent Piazza - Lucky Luciano
- Michael K. Williams - Chalky White
- Dabney Coleman - Commodore Louis Kaestner
- Michael Stuhlbarg - Arnold Rothstein
- Anatol Yusef - Meyer Lansky
- Anthony Laciura - Eddie Kessler
- Paul Sparks - Mickey Doyle
- Gretchen Mol - Gillian
- Anna Katarina - Madame Jeunet
- Michael Shannon - Nelson Van Alden
- William Hill - Ward Boss O'Neill
- Max Casella - Leo D'Alessio
- Edoardo Ballerini - Ignatius D'Alessio

## Titelverklaring
Belle Femme is de naam van de kledingwinkel van Madame Jeunet. De titel is ook Frans voor mooie vrouw. Wanneer ze een dure jurk krijgt van Madame Jeunet vindt Margaret zich een mooie vrouw. Even later hangt de jurk vol bloed, hetgeen symbool staat voor de oneerlijke wijze waarop Margaret de jurk verkregen heeft.

## Culturele verwijzingen
- Nucky leest het boek The Road to Oz van schrijver L. Frank Baum.
- Rothstein verwijst naar de Bronx Zoo.
- De plaatselijke fotograaf vergelijkt de schilderstijl van Angela met die van kunstenares Mary Cassatt.
- Jimmy beweert tijdens een ondervraging dat hij de film Wagon Tracks (1919) met William S. Hart gezien heeft.
- De Democraat Derwood W. Fletcher wil de nieuwe burgemeester van Atlantic City worden.